# Диас Росото, Хайме
Хайме Ди́ас Росо́то (Россотто, Роззотто, исп. Jaime Díaz Rozzotto; 18 декабря 1918, Кесальтенанго, Гватемала — 29 октября 2011, Маршо, Франция) — гватемальский политический деятель, философ

 и писатель
.

## Биография
Участвовал в выступлениях против диктатуры Xорхе Убико (1931—1944), в том числе в рядах студенческого движения. В 1937 году получил диплом Педагогической школы Гватемалы и сдал выпускной экзамен. Два года проучился на медицинском факультете, откуда был отчислен за организацию забастовки против ретроградных методов обучения. 
Принял участие в Гватемальской революции против Убико в 1944 году и последующих реформах при Хуане Хосе Аревало и Хакобо Арбенс Гусман, которые реализовали революционную программу. Сам Диас Росото после падения диктатуры стал генеральным секретарём новой прогрессивной Партии национального обновления. В 1951 году он окончил факультет философии Университета Сан-Карлос в Гватемале, затем стал доктором философии Национального автономного университета Мексики. 
Побыв главным редактором Diario de Centroamerica и членом избирательного трибунала, он был назначен генеральным секретарём канцелярии президента республики полковника Хакобо Арбенса Гусмана в 1951—1954 годах. Он также выступил основателем журнала об искусстве и науке Horizonte, издававшегося с 1953 по 1954 год, и соредактором журнала Presencia.
После организованного США вооружённого переворота, который свёл на нет достижения десяти лет (1944—1954) революции Диас Росото отправился в изгнание в Мексику. В 1959 году он получил докторскую степень с отличием по философии в Автономном университете Мексики, защитив диссертацию о характере революции в Гватемале, и занял кафедру профессора философии и социологии.
С 1959 по 1987 год он был профессором в различных университетах, включая Сан-Карлос в Гватемале, Мичоаканский университет в Мексике, Парижский университет, Франш-Конте и Безансон во Франции.
Он тайно вернулся в Гватемалу и оставался там семь лет в подполье, скрываясь при помощи своих товарищей-коммунистов из Гватемальской партии труда. Преследования только усилились после государственного переворота президента Перальты Асурдии. При этом на кафедре истории философии и логики в Университете Сан-Карлос его лекции транслировались на заранее записанных кассетах. 
Диас Росото приезжал в Советский Союз; где сотрудничал с Институтом Латинской Америки АН. Вернувшись в Мексику, он возглавил кафедру философии наук, истории философии и политической философии в Мичоаканском университете. Однако в 1966 году он был арестован и обвинён в заговоре против правительства Мексики. Его подвергли пыткам и передали гватемальским властям, которые заключили его в тюрьму в городе Гватемала и угрожали смертью.
Только под давлением движения солидарности в Гватемале и по всей Латинской Америке ему в 1967 году позволили выехать во Францию. Там он стал профессором латиноамериканской истории и литературы в Высшей школе латиноамериканских исследований, а затем в CNRS в Париже. В течение 18 лет он занимал должность преподавателя латиноамериканской истории и литературы в Университете Франш-Конте. Участвовал в работе ЮНЕСКО с 1974 по 1984 год, а также деятельности Всемирного совета мира и Партии труда Гватемалы. После выхода на пенсию в 1987 году он остался в Маршо под Безансоном, не прерывая своей деятельности как философа, писателя, поэта и критика до своей смерти 29 октября 2011 года 

## Сочинения
- Jaime Díaz Rozzotto. Seis cantos a la estatua de la Libertad, Guatemala, Editions Saker-Ti, 1948 (поэзия).
- Jaime Díaz Rozzotto. Informes al Partido Renovacion Naciónal, Guatemala, Tipografía Nacional, 1953.
- Jaime Díaz Rozzotto, El carácter de la revolución guatemalteca: ocaso de la revolución democrático-burguesa corriente, Xalapa, Revista Horizonte, 1958.
- Jaime Díaz Rozzotto, La gnoseología del neopositivismo, Xalapa, Revista Horizonte, 1966.
- Jaime Díaz Rozzotto, José Carlos Mariátegui y las posibilidades del desarrollo no capitalista de la comunidad indigena peruana // Cuadernos Americanos, 1966. 25:3:173–205.
- Jaime Díaz Rozzotto, Le général des Caraïbes, Paris, Éditeurs français réunis, 1971 (роман, испанский вариант: El generalisimo del Caribe).
- Jaime Díaz Rozzotto, Lateinamerika, ein Kontinent wird geschmiedet, Luzern, Bucher Verlag, 1973, ISBN 376580178X.
- Jaime Díaz Rozzotto, El papel quemado, Ciudad de Guatemala, Serviprensa Centroamericana, 1993.
- Jaime Díaz Rozzotto, Création littéraire et expérience humaine: le Jardin de l'oubli, Besançon, CRDP de Franche Comté, 2002, ISBN 2840931346.

### Русский перевод
- Х. Диас-Россотто. Характер гватемальской революции: Закат традиционной буржуазно-демократической революции / Пер. с исп., М.: Издательство иностранной литературы, 1962.